# 玻利维亚共产党
玻利维亚共产党（西班牙語：Partido Comunista de Bolivia），简称玻共（PCB），是玻利维亚的一个共产主义政党。

## 历史
该党成立于1950年1月17日，分裂自革命左翼党；同年2月，该党被宣布为非法组织。1952年4月，该党参加了革命民族主义运动领导的人民武装起义，革命胜利后，该党成为合法政党。1954年7月，马里奥·蒙赫成为该党第一书记（1967年，改任总书记）。1965年，该党发生分裂，亲华派另组玻利维亚共产党（马列）。1967年—1968年，又有一批支持切·格瓦拉领导的游击运动的成员退党。1971年8月，乌戈·班塞尔通过军事政变上台后，该党再次转入地下活动。1971年，该党“三大”通过的纲领指出，玻利维亚当前的革命性质是反帝人民革命，必须团结一切革命力量，组成广泛的人民政府，为建立社会主义制度开辟道路，最终实现共产主义。1978年，该党恢复合法地位，加入左翼革命民族主义运动、革命左翼运动等政党组成的“民主和人民团结”联盟，参加竞选；1982年，联盟推举的候选人埃尔南·西莱斯·苏亚索当选总统，该党有两名成员出任部长。1990年12月，该党“六大”将受苏东剧变而形成的“改革与革新派”开除出党，强调坚持马克思列宁主义和民主集中制，强化党在原住民中的工作，促进各阶层左翼力量的团结，联合广大人民群众为实现社会主义而斗争。2003年，该党失去注册政党资格。